# Am Nockenberg
Das Naturschutzgebiet Am Nockenberg (NSG-Kennung EN-016) liegt vollständig in der Gemarkung Obersprockhövel der nordrhein-westfälischen Stadt Sprockhövel im Ennepe-Ruhr-Kreis. Es ist rund 15 Hektar groß und umfasst ein Bachtal mit Wald- und Grünlandflächen. Benannt ist es nach der im Norden des Gebietes befindlichen Hoflage Nockenberg (ehemals auch Nackenberge).

## Gebiet
Naturräumlich gehört der Bereich zum Märkischen Schichtrippenland, einer hügeligen Landschaft südlich der Ruhr im Rheinischen Schiefergebirge. Das Naturschutzgebiet erstreckt sich auf rund 900 Metern Länge entlang eines namenlosen Bachlaufes, der im Süden des Gebietes in den Felderbach mündet. Innerhalb des Gebietes gibt es einen Höhenunterschied von 61 m.
Etwas mehr als die Hälfte des Gebietes wird durch altholzreichen Buchenwald bzw. Eichen-Buchen-Mischwald eingenommen; in Teilen des Buchenaltholzbestands ist die Stechpalme häufig.
Die Grünlandflächen im Gebiet dienen überwiegend als Viehweiden; kleinere Teilbereiche sind als Feuchtwiesen und Nassbrachen mit Hochstaudenfluren ausgebildet.
Bei den Fließgewässern sind neben dem Bach mit seiner Aue vor allem mehrere Quellzuläufe bedeutend, die sich durch hohe Strukturvielfalt auszeichnen. Entlang der Gewässer sind weitgehend Gehölzsäume entwickelt, in denen Schwarz-Erlen und Eschen dominieren. Im südlichen NSG-Abschnitt Am Bischof gibt es eine nicht mehr genutzte Fischteichanlage.
Die Löhener Straße trennt das Naturschutzgebiet in zwei Teilflächen. Die das NSG umgebenden Bereiche liegen in zwei Landschaftsschutzgebieten (LSG Stüter/Sprockhövel/Hiddinghausen im Osten und LSG Niederbredenscheid/Elfringhausen im Westen).

## Schutzziele
Die Unterschutzstellung des Gebietes dient der Erhaltung von Lebensgemeinschaften und Lebensstätten wildlebender, teilweise gefährdeter Pflanzen- und Tierarten. Vorrangige Schutzziele sind die Erhaltung und Wiederherstellung eines naturnahen Bachtales mit extensiven Nutzungsformen sowie die Erhaltung strukturreicher Wälder mit hohem Altholzanteil.

## Tourismus
Das Gebiet ist touristisch nicht erschlossen. Gute Blicke ins Bachtal bieten sich jedoch von der Löhener Straße aus. Die Weideflächen im Gebiet sind eingezäunt. Im östlich des Baches gelegenen Wald gilt grundsätzlich das Wegegebot; dieser Bereich ist über einen Abstecher vom Herzkämper-Mulde-Weg zugänglich (der Wanderweg selbst verläuft im Süden außerhalb des NSGs).

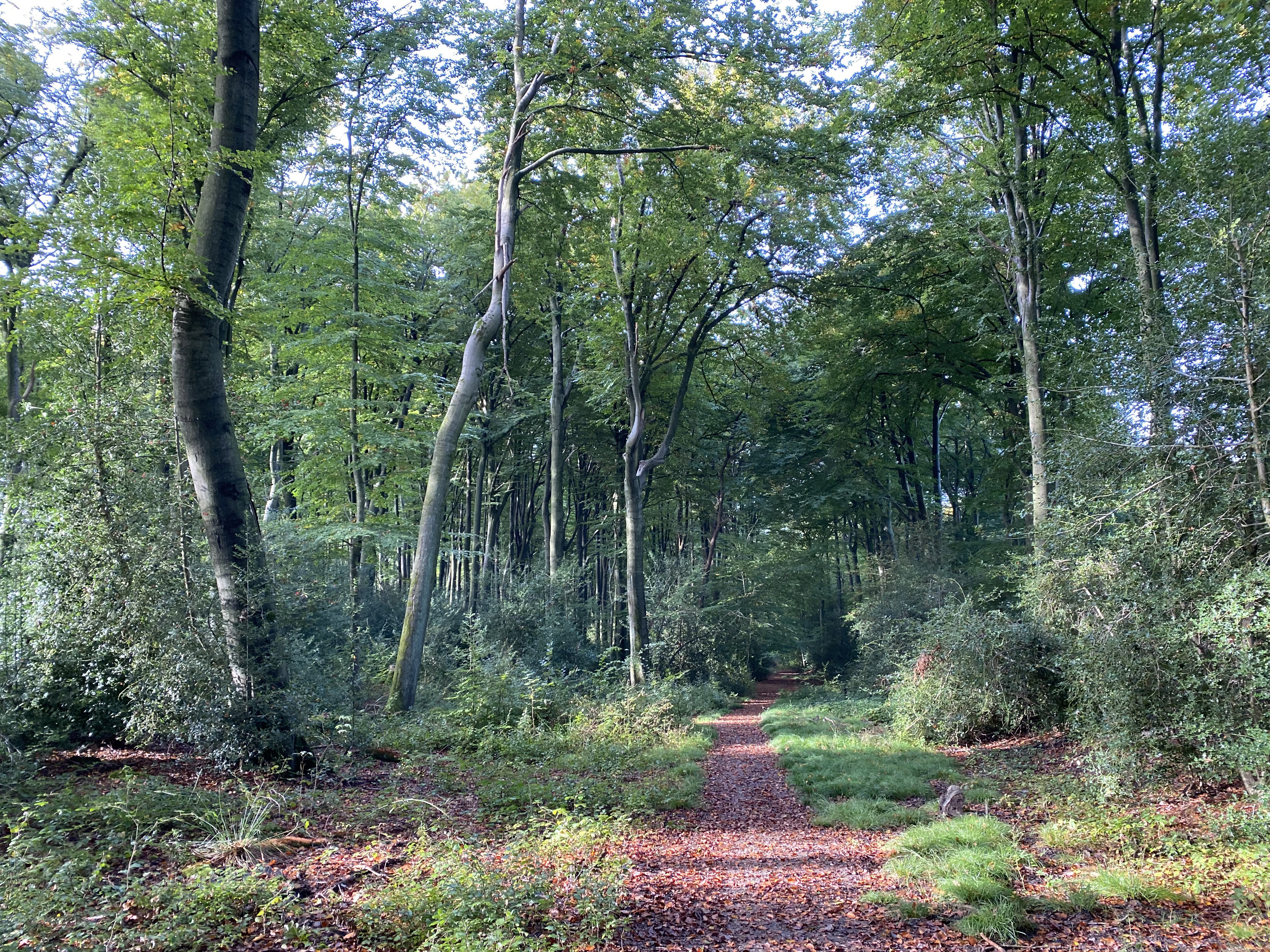
Buchenwald südlich der Ortschaft Auf Leckebüschen
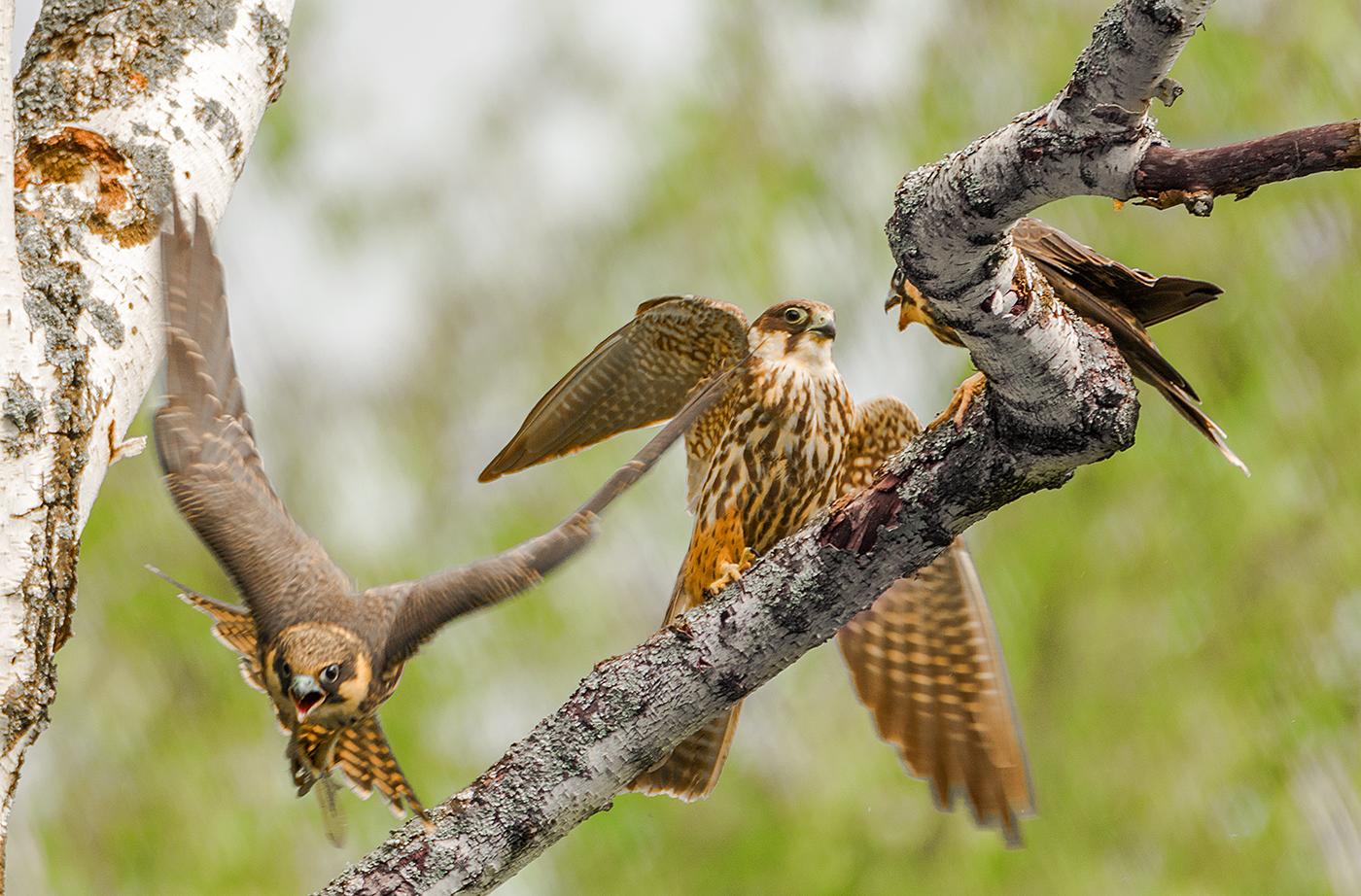
Baumfalken – heimisch im NSG
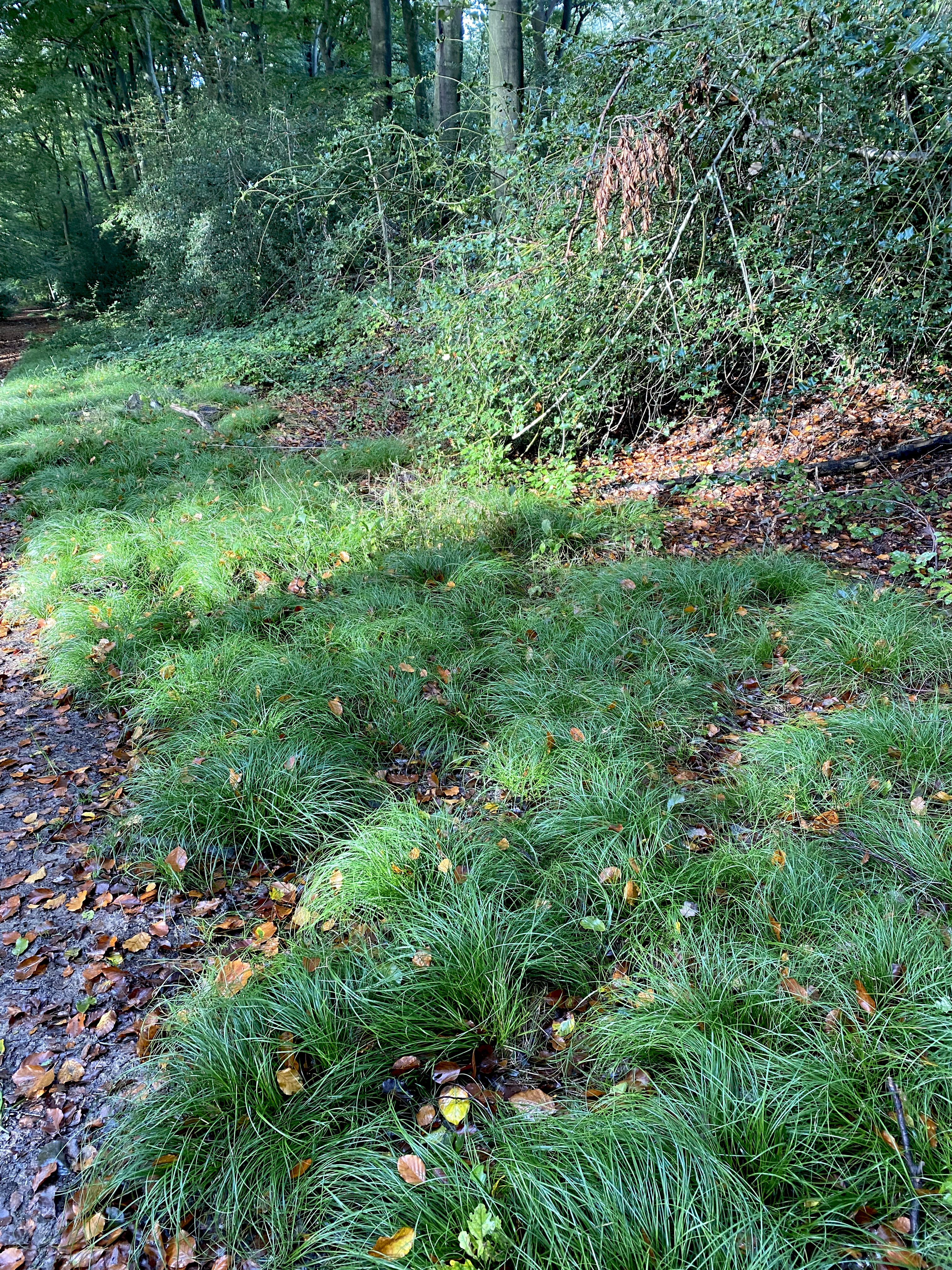
Seggen bedecken den Boden am Forstweg
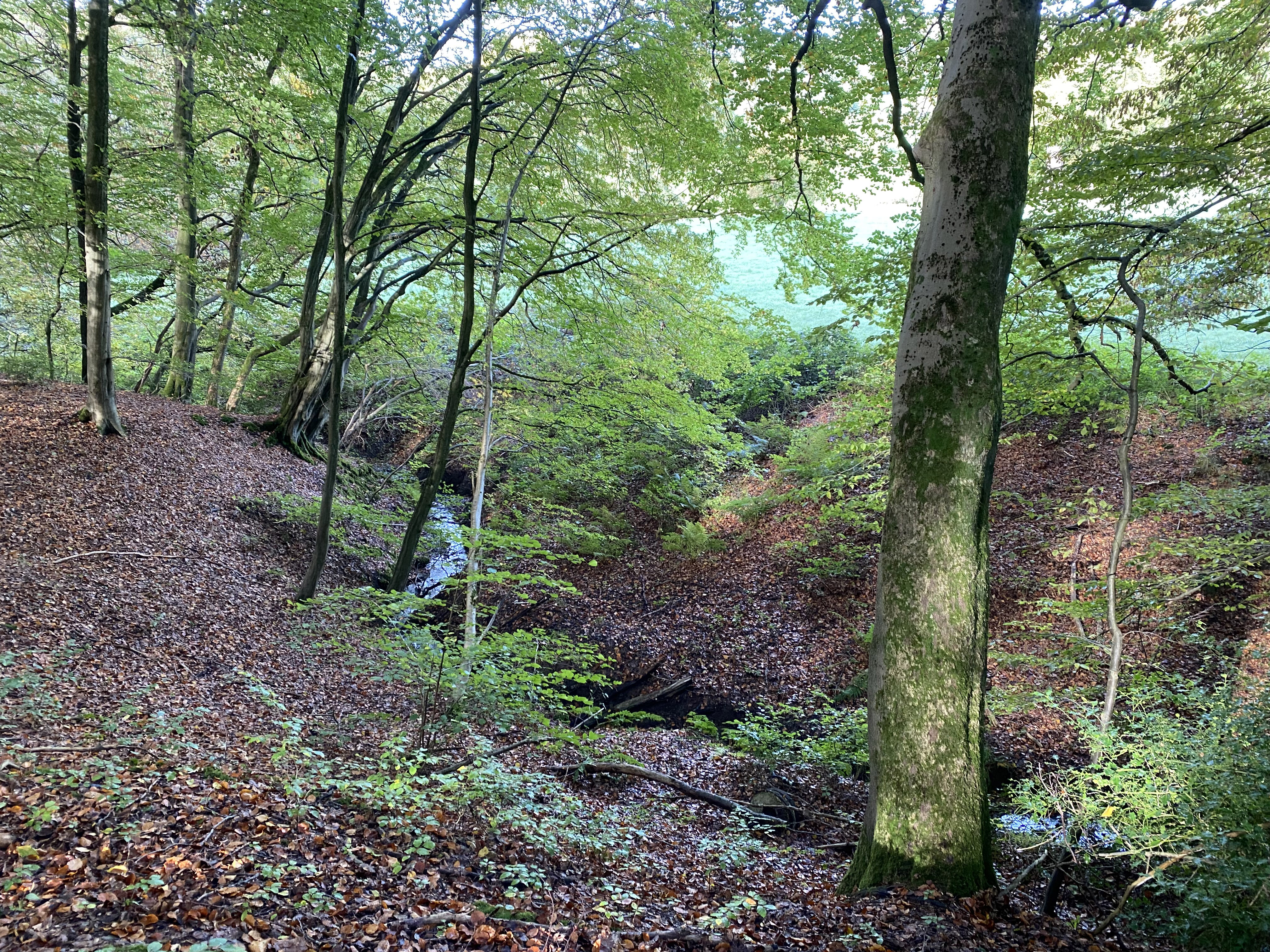
Bach aus Richtung Am Nockenberg
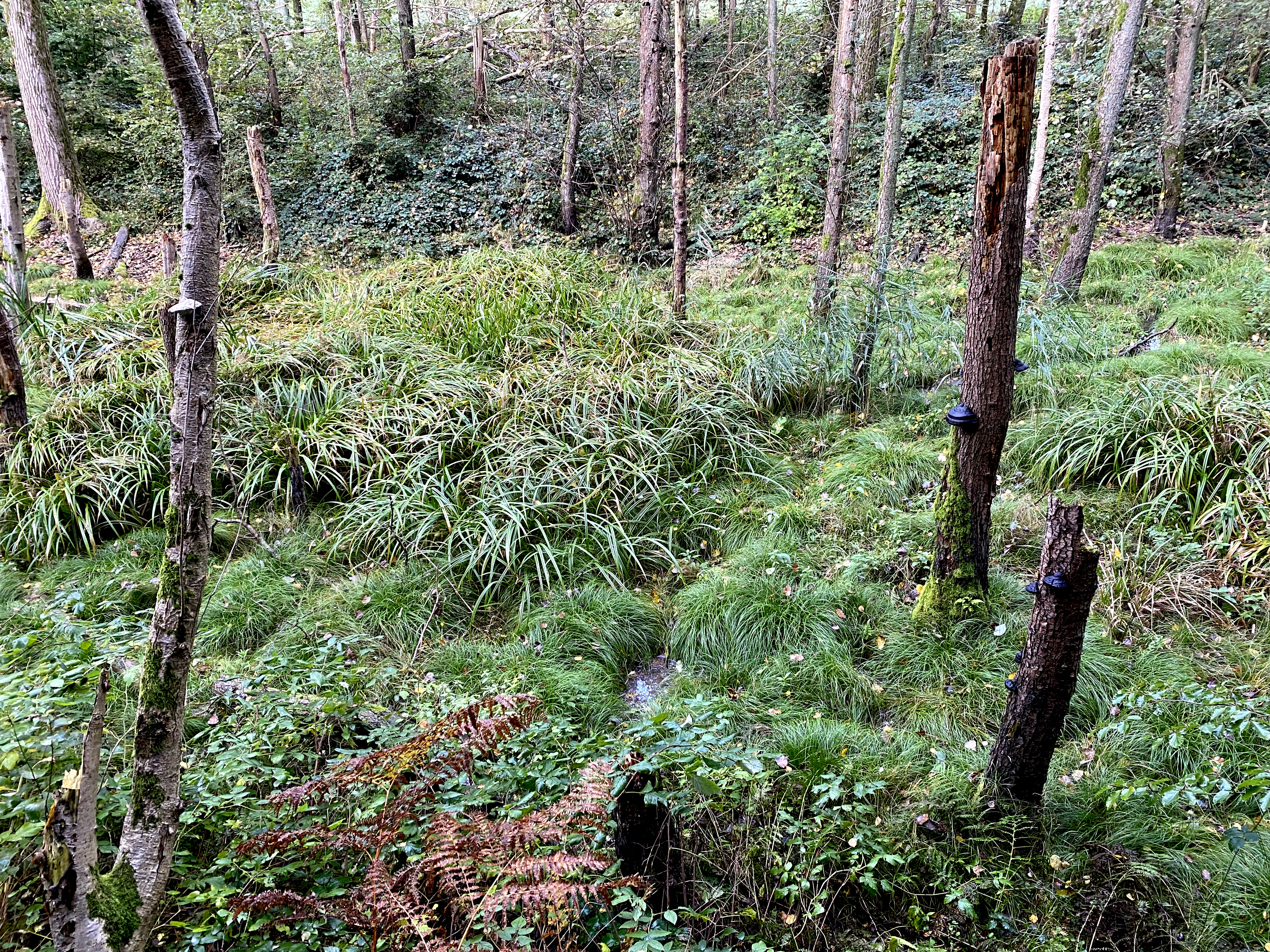
Aufgelassener Teich in der Mitte des NSG – Seggen und Totholz
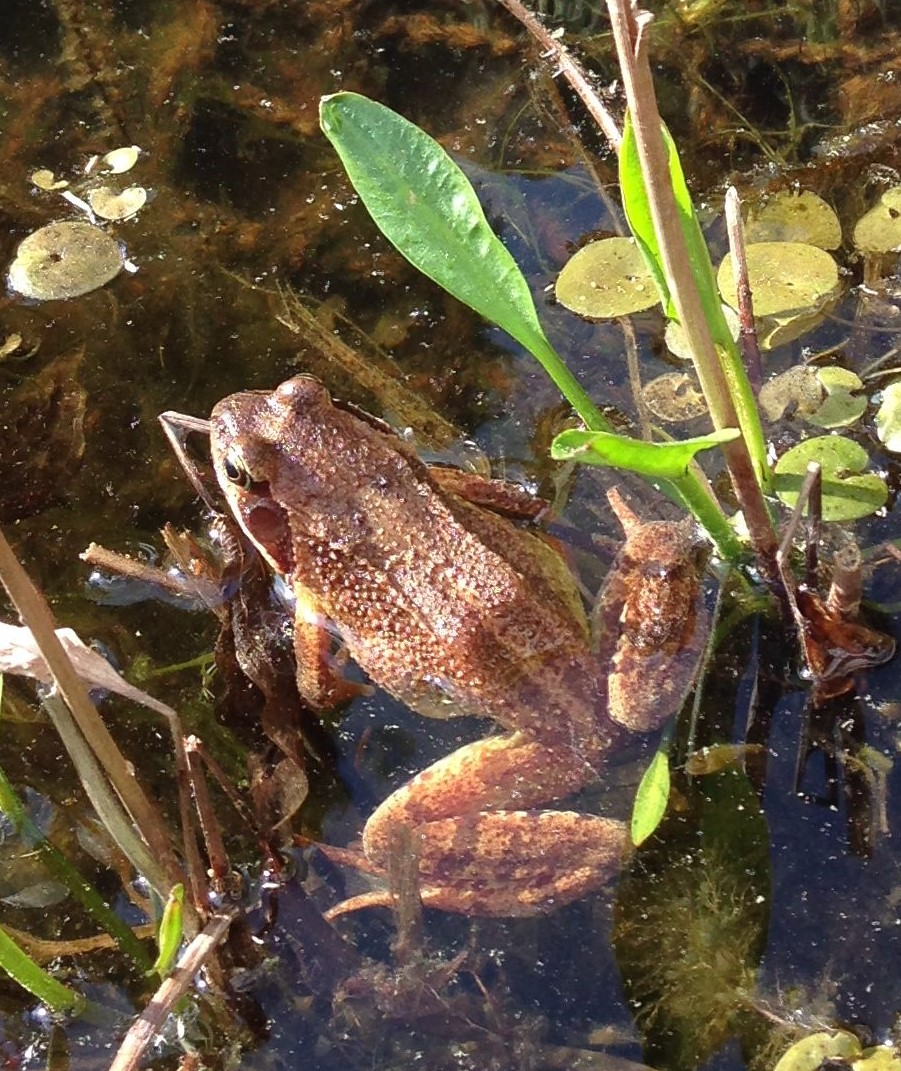
Grasfrosch (Rana temporaria) – heimisch im NSG
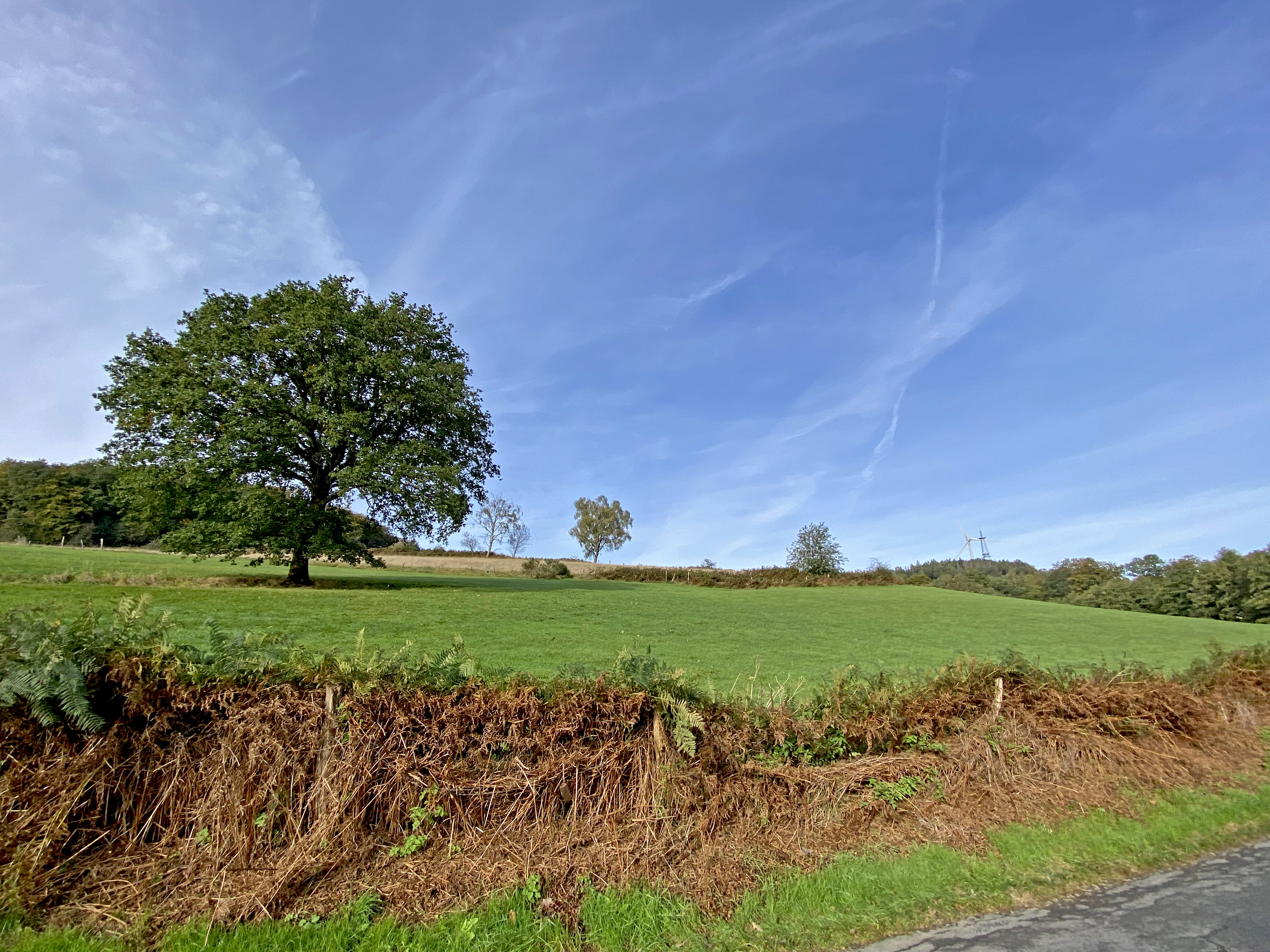
Hang mit Quelle westlich Löhener Straße
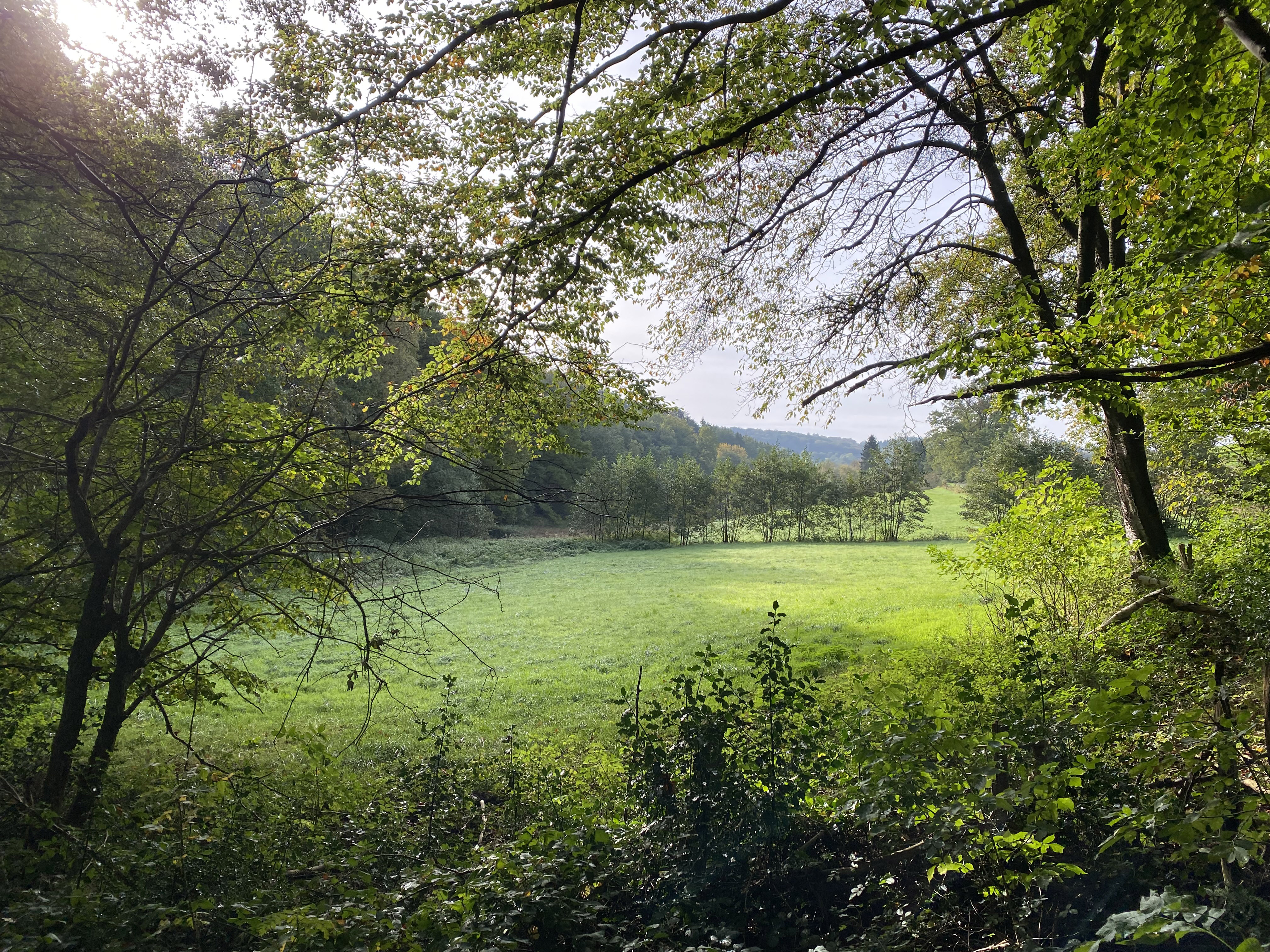
Südlicher Teil des NSG
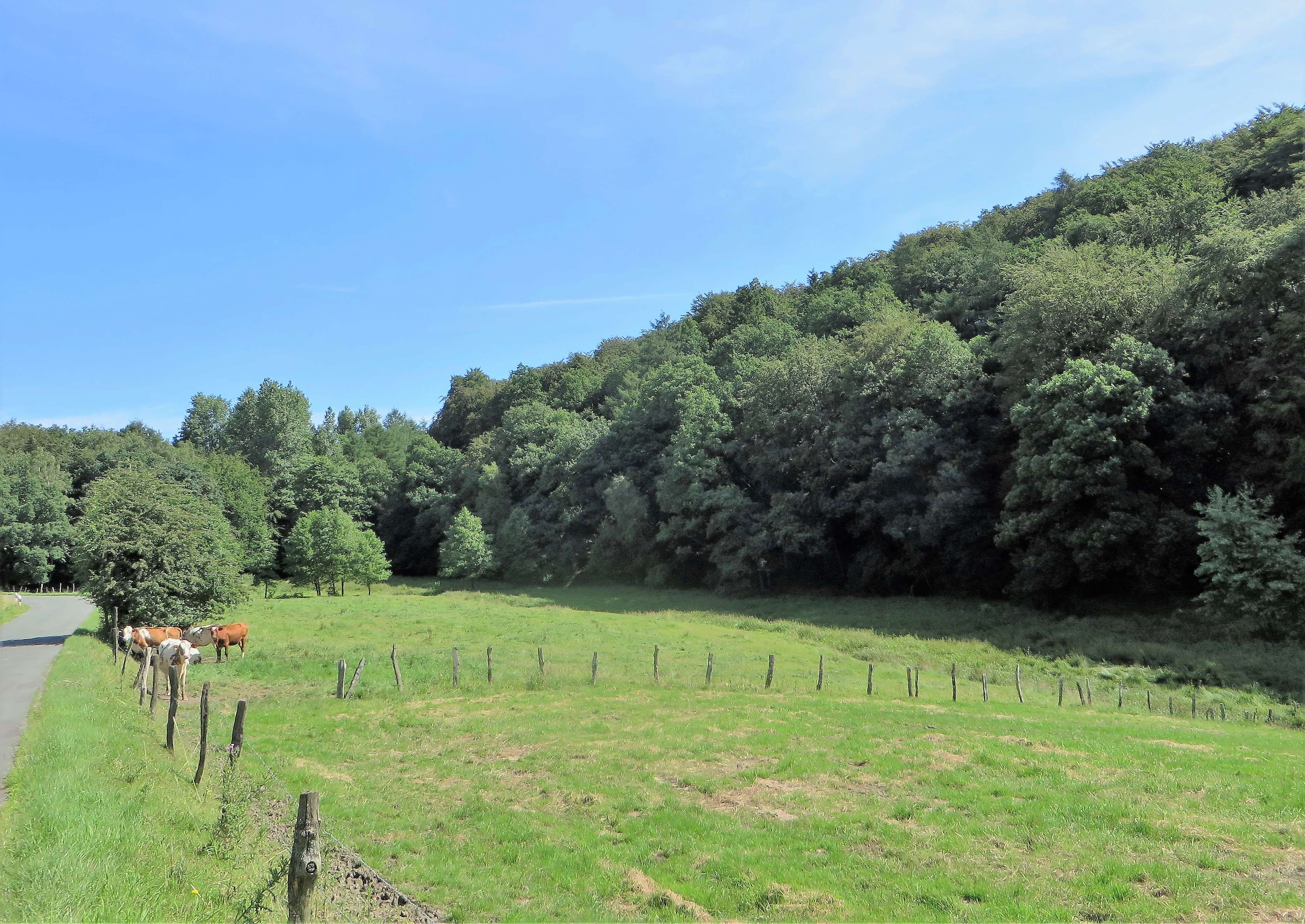
Talaue, Viehweide und Feuchtwiesen im südlichen Teil des NSG